# 16765 Agnesi
16765 Agnesi è un asteroide della fascia principale. Scoperto nel 1996, presenta un'orbita caratterizzata da un semiasse maggiore pari a 2,6238329 UA e da un'eccentricità di 0,1114770, inclinata di 12,25440° rispetto all'eclittica.
È stato chiamato così in onore della matematica italiana Maria Gaetana Agnesi.